# Varanus olivaceus
Varanus olivaceus este o specie de reptile din genul Varanus, familia Varanidae, descrisă de Hallowell 1857. A fost clasificată de IUCN ca specie vulnerabilă. Conform Catalogue of Life specia Varanus olivaceus nu are subspecii cunoscute.

## Galerie

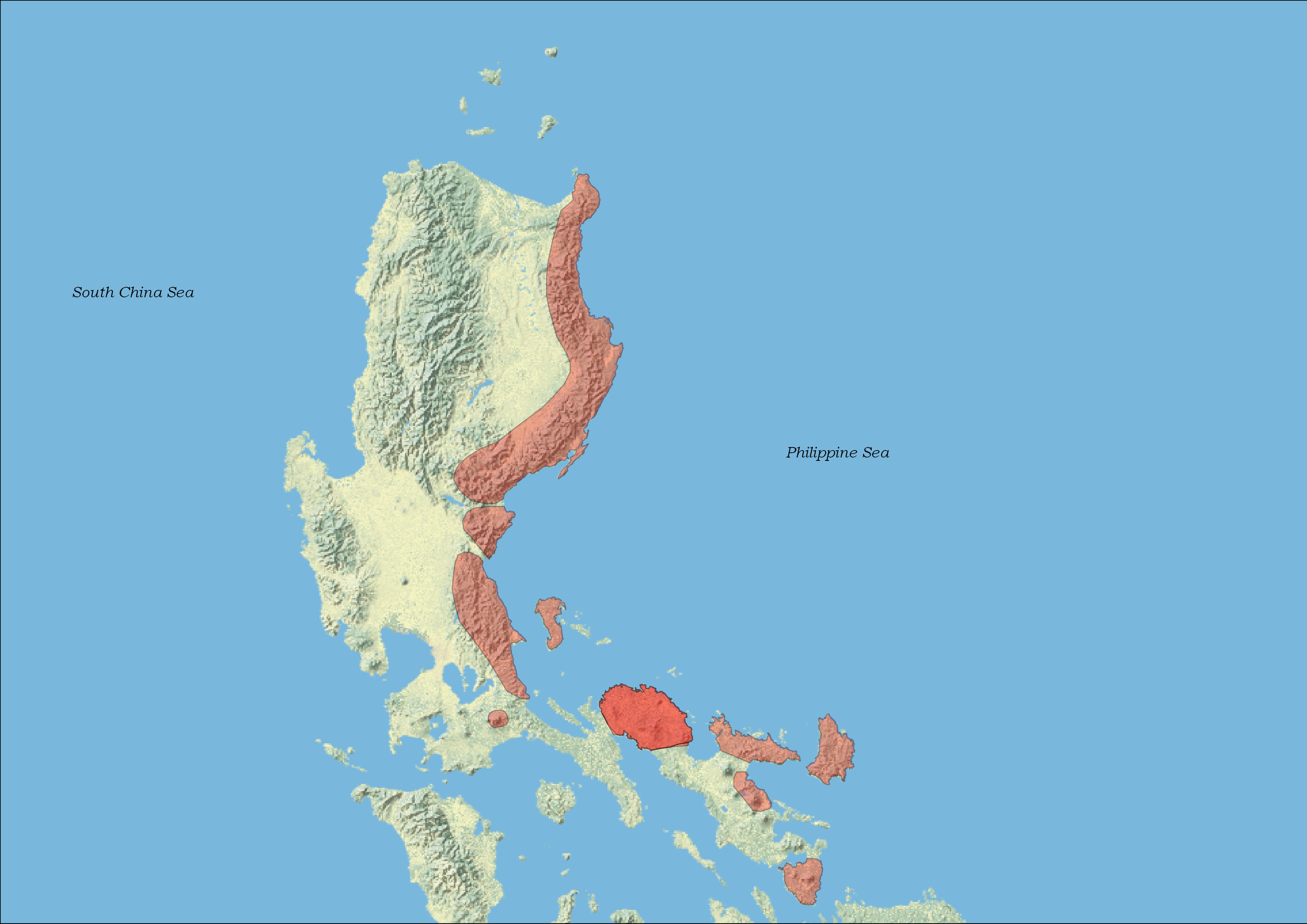
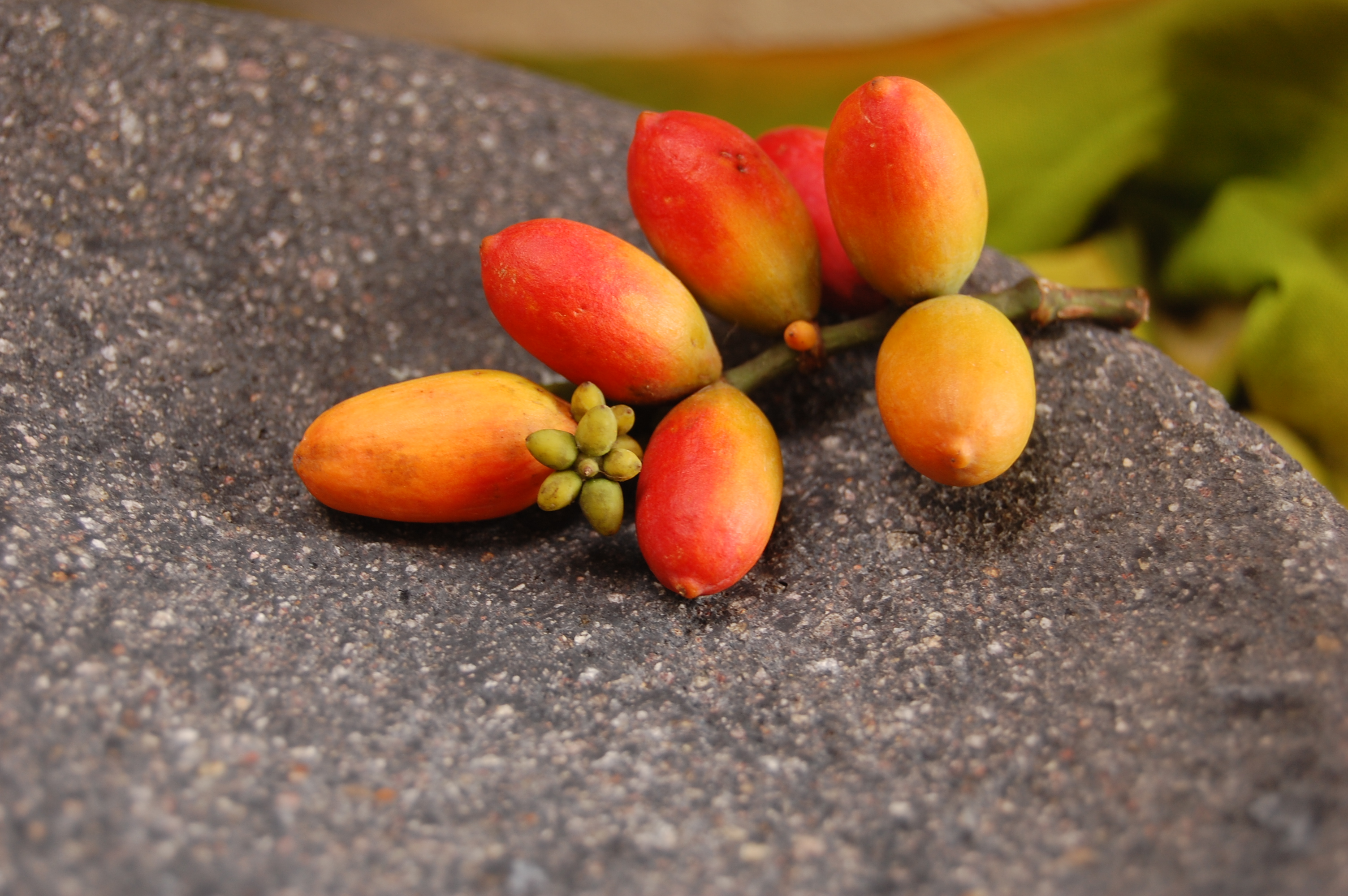